# Holderhuis

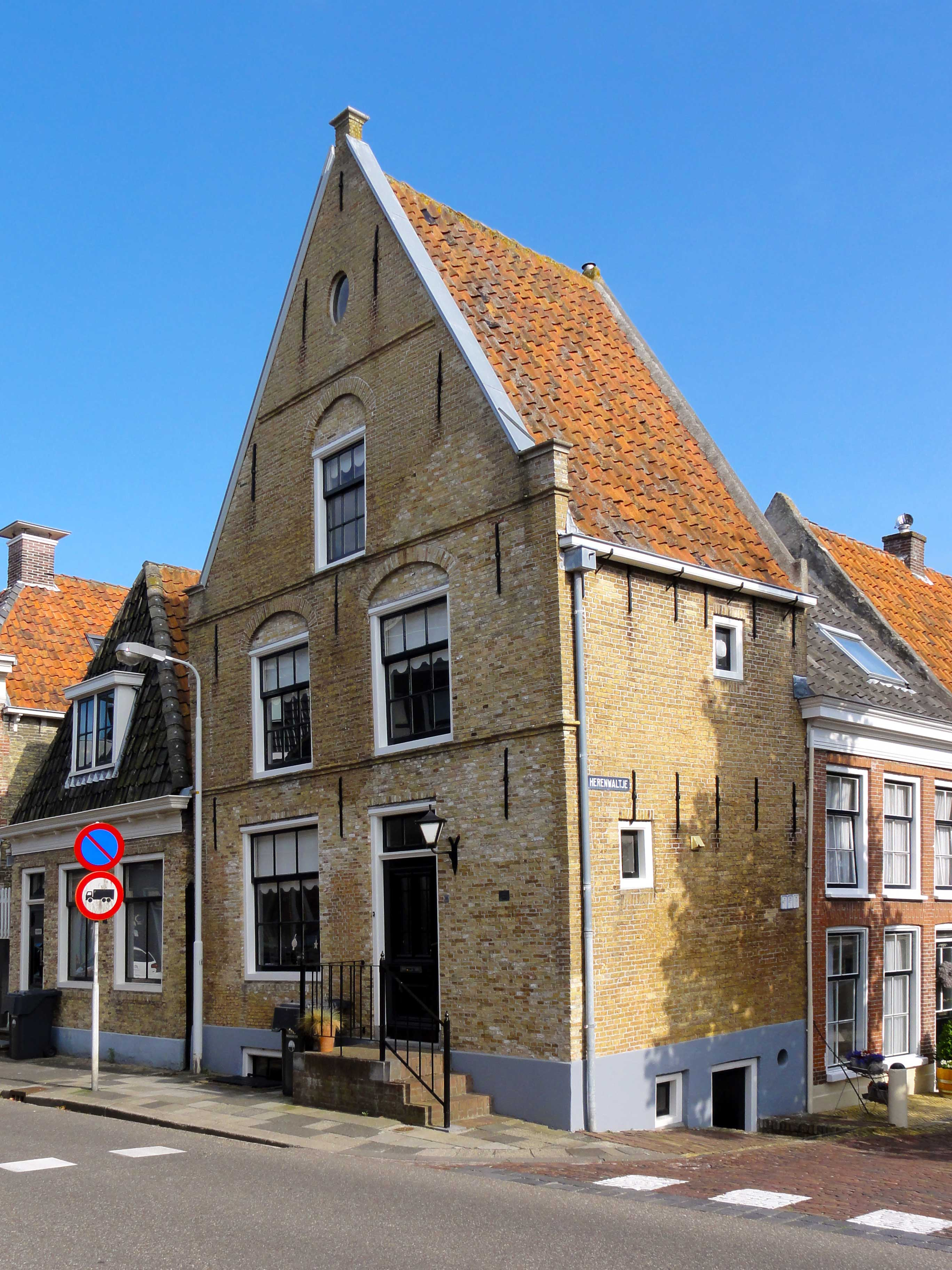
Het Holderhuis aan de Hoogstraat 22 te Harlingen anno 2011

Het Holderhuis (= klein huis) aan de Hoogstraat 22 is een monumentaal pand in Harlingen in de Nederlandse provincie Friesland.

## Geschiedenis

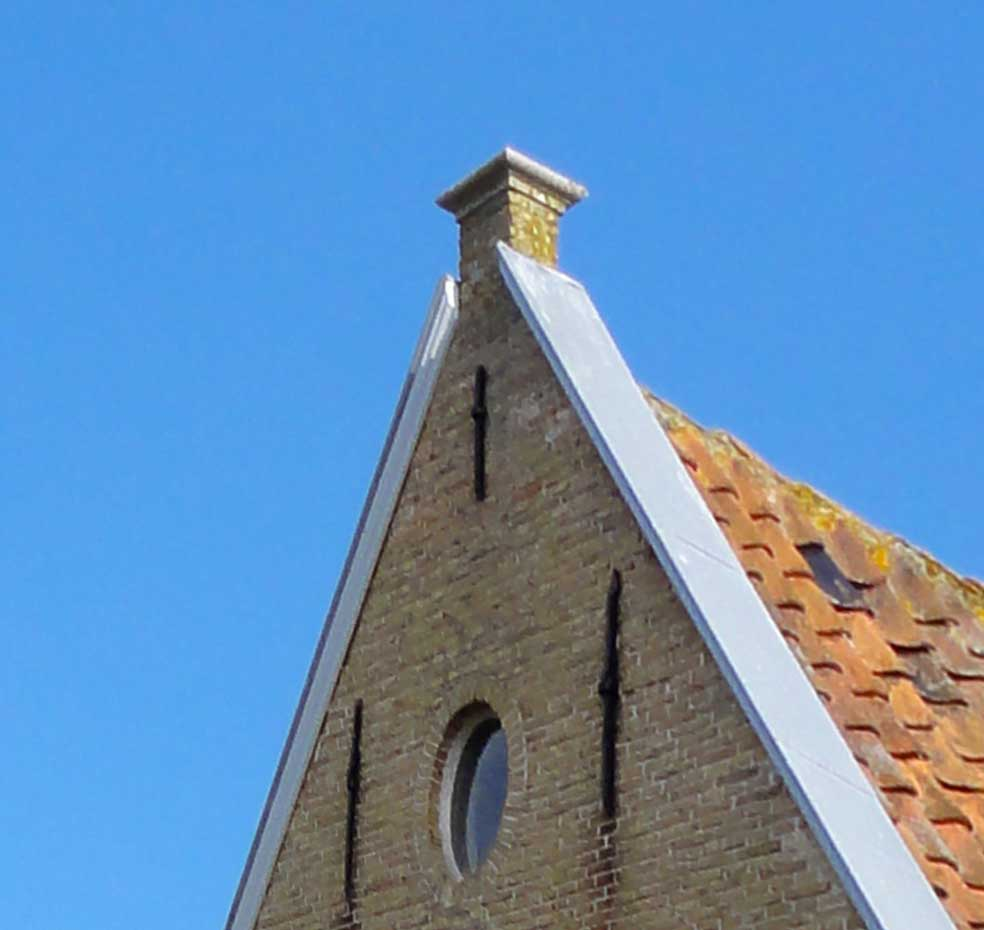
Oeil de boeuf in de geveltop van Hoogstraat 22

Het huis op de hoek van de Hoogstraat en het Herenwaltje is een hoog en ondiep pand. Boven de twee bouwlagen bevinden zich een zolder en een vliering. Het gebouw dateert uit de zeventiende eeuw. Het pand heeft een zadeldak tussen twee eenvoudige topgevels. In de top van de voorgevel bevindt zich een ovaal oeil de boeuf. De ramen op de eerste en de tweede verdieping hebben verdiepte boogtrommels met ontlastingsbogen. Voor de ingang aan de Hoogstraat bevindt zich een stoep met drie treden en een hekwerk. Aan het Herenwaltje bevindt zich een aparte ingang naar het souterrain. Het pand is erkend als rijksmonument. Het werd gekocht door de Hein Buisman Stichting, die het huis in 1986 liet restaureren.